# 洪为民
洪为民，JP（1969年1月3日—），出生於上海，福建龙海人，汉族。中华人民共和国政治人物、第十三届全国人民代表大会香港特别行政区代表。菲律宾比立勤國立大學哲学博士，中国人民大学法学硕士，香港中文大学历史系文学硕士，英国赫鲁大学商业管理硕士，英国博尔顿大学荣誉文学士，現為廣西師範大學名譽教授和暨南大學兼職教授。曾任在2016年至2020年度期間香港交通安全隊總監，現任華人大數據學會執行主席、香港產學研促進會副會長及香港玉山科技協會副理事長，深圳前海管理局香港事务首席联络官。2022年高官生日派對事件的壽星主角。

## 生平
洪為民1969年出生於上海，1979年，10歲的洪為民跟著父母移民到香港。他18歲就讀完香港理工學院數學、統計與電腦高級文憑，就出社會工作。第一份工是跟著兩個在香港開電腦公司的美國人一起工作。之後兩個美國人拆伙，所以他自已開創公司，和朋友於1989年成立 Ever Idea 資訊服務公司。之後朋友離開，所以他在1991年創立慧智顧問公司，主要工作是協助企業進行電腦化，打造軟體服務。後來亦開過文具公司，另外還有幫製造業做流程服務外包，例如幫服裝品牌公司印衣服上面的標籤。他的公司都格局不算太大，後來最大的一間，有員工逾200人。
根據洪為民接受臺灣《遠見》雜誌訪問時的回答，他後來返回學校讀書，再到外商的大企業工作，曾在美國電信公司 AT&T 在香港的分公司 AT&T Solution 工作，後來變成管理亞太區的總經理。
2008年，洪為民當選香港十大傑出青年。
2018年，洪为民被选为香港特别行政区出席第十三届全国人民代表大会代表。

## 爭議

### 學歷存疑
2015年，時任互聯網專業協會會長的洪為民，被傳媒發現有菲律賓比立勤國立大學的博士學位，他接受訪問時表示是花了5年時間完成學位，但媒體及後引述資訊科技組織「前線科技人員」的文章，指洪為民在2012年曾表示自己的新年願望是「做博士」，但因為忙於工作錯過報讀日期，希望之後會「補到飛」，指他的說法前後矛盾。
比立勤國立大學1904年成立時只是一所中學，直至1993年才升格為大學，該校在《QS世界大學排名》及《泰晤士高等教育世界大學排名》均榜上無名。即使在菲律賓國內，比立勤國立大學只排第90位。 該校曾經與香港的國力書院合作，提供遙距博士課程，國力書院於2015年起被揭發涉假學歷事件，偽造文件令學生極速畢業 。例如無綫電視的藝人蔡思貝，她在2013年10月透過國力書院報讀比立勤國立大學的工商管理學士課程，2013年11月便完成修讀19科，並於2013年12月獲頒畢業證書取得學士學位，由報讀至畢業的過程在短短的兩個月內便極速完成。

### 種票疑雲
洪為民於2012年至2018年擔任互聯網專業協會（iProA）的會長，2016年，在立法會選舉前夕，iProA被指將會費由港幣500元減至僅50元（即原價一折）吸納新會員 ，被批評以超低的入會費吸引新會員，目的是為了吸納資訊科技界選民，鬧出種票風波。2017年，廉政公署亦為立法會資訊科技界選舉拘捕72人，涉及選舉舞弊，當中部份被捕人士以互聯網專業協會的會員身分，新登記成為界別選民。

### 疫情下舉辦百人生日派對
2022年1月3日，洪為民於灣仔灣景中心一間西班牙餐廳舉辦逾百人的生日派對，現場有不少官員及議員出席活動，惟其後於2022年1月7日根據衛生防護中心的新聞稿 （页面存档备份，存于）發現有9時30分後到達的參加者在參加派對前確診新冠肺炎。他在派對期間更除下口罩搭香港菁英會主席曾鳳珠膊頭唱歌。根據報章報導，一名當時就站在旁邊的出席者憶述，當時現場正切蛋糕，洪作為主人家，受到鼓勵之下獻唱。曾前來提出合照，洪亦爽快答應，鏡頭亦剛好捕捉到他看似十分興奮的表情，整件事很順其自然。「連影相嗰部手機都好似係佢（曾鳳珠）嘅添，但Witman同佢其實都唔係好熟。」
洪事後向公眾道歉，表示一定會汲取教訓，深切反思，並已向衞生防護中心提供相關賓客資料，又指出該名初步確診者並沒有參加餐聚，由於她到達現場的時間較晚，大部分賓客已經離開，強調當日的聚會時間通知及安排是採用分流的形式，並不是所有賓客都在同一時間在餐廳內，也有很多賓客並沒有參加聚餐，只是出席道賀便離去，當時已提示所有賓客必須使用安心出行及已接種新冠疫苗。該人初步確診後已經通知出席賓客立即進行檢測，包括涉事時已離開的賓客，暫時使用快速測試的賓客（包括自己）檢測結果為陰性。有在現場曾經進食的嘉表示當日宴會上主要的食物都是炸薯球、火腿等小食，並非坊間所流傳指的大魚大肉，苦笑指：「大家諗多咗。」

事後傳媒得知，部份生日會參與者並未有按法例要求掃描「安心出行」二維碼及出示打疫苗的針紙，當中包括：入境事務處處長區嘉宏、香港電台普通話台主持楊子矜、楊子矜的丈夫朱偉星醫生、初步陽性的王詩雅的43歲女友（個案12962）、曾擔任港區全國人大代表的鄺美雲等。13名出席生日會的官員中，只有3人明確表示有掃描「安心出行」二維碼。
有兩名參與者向HK01透露，洪為民與現場多位名人都有十年以上交情，是「真．好朋友」，與這些人的身份沒有直接關係。例如他曾經出任交通安全隊總監，與紀律部隊多有交流，是以早在警務處處長蕭澤頤任職機場警區指揮官時，兩人已經認識；政策創新與統籌辦事處副總監馮浩賢，則早在十多年前已與洪合作做青年工作；屬民建聯成員的民政事務局局長徐英偉、立法會議員葛珮帆，與其認識近20年。所以，該次活動的性質單純是一場老朋友之間的私下聚會，不是坊間所稱的「畀面派對」，或「謝票」、「特首前哨戰」等。其中一名友好笑指：「大家真係想像力太豐富。」
1月7日，一名生日會出席者確診，她是榮源茶行的太子女、茶行銷售及市場總監王詩雅（37歲，個案12838）。另一名出席者楊子矜曾出現假陽性，後證實未被感染。1月9日，衛生防護中心發現另一名生日會出席者（個案12962）初步陽性，她是王詩雅的43歲女友。

### 海鳩事件
於2022年五月初，洪為民為增強香港中學生對國家的認識，製作了一條約1小時長關於中國科技發展的影片。其中介紹到中國研發的探測船時，洪為民向學生解釋海溝的深度，試圖展現人類對海洋認知的淺薄。可是，洪為民竟把海溝說成了「海鳩」，引來在場學生大笑，為這一場演講增添了樂趣。洪為民亦因此被香港學生封為「海鳩叔叔」。值得一提的是，洪為民於片中只有「海鳩」一個口誤，期間並沒有喝水，相比陳茂波發表財政預算案及林鄭月娥發表施政報告時發言更為精準。